# Église Saint-Ouen d'Infreville
Pour les articles homonymes, voir Église Saint-Ouen.
L'église Saint-Ouen est une église catholique située sur le territoire de la commune de Grand Bourgtheroulde, dans le département de l'Eure, en France.

## Localisation
L'église est située dans la commune de Grand Bourgtheroulde et dans l'ancienne commune d'Infreville.

## Historique
L'édifice est daté du XIIIe siècle pour sa partie la plus ancienne subsistante, la tour et des travaux ont lieu aux XVe siècle et le chœur est daté du XVIe siècle.
La nef est reconstruite au XIXe siècle.
L'édifice est inscrit partiellement au titre des monuments historiques depuis le 16 décembre 1961 : le chœur et le clocher font l'objet de l'arrêté.

## Architecture et mobilier
L'église est en pierre de Caumont.